# Скариты (род)
Скариты (лат. Scarites) — род жужелиц из подсемейства Scaritinae.

## Описание
Жуки средних и довольно больших размеров, длина тела которых не менее 12 мм. Четыре первых сегмента усиков голые, первый сегмент сильно удлинён. Характеризуются длинным телом и приспособленными к рытью передними ногами. Среднегрудь образует тонкую «талию», на которой подвижно укреплена мощная переднегрудь. Голова очень большая, с сильными жвалами. Активные хищники, охотящиеся ночью.

## Систематика
В составе рода:
- Scarites abbreviatus Dejean, 1825
- Scarites bucida (Pallas, 1778)
- Scarites buparius (Forster, 1771) = Scarites gigas
- Scarites cyclops Crotch, 1871
- Scarites eurytus Fischer von Waldheim, 1828
- Scarites impressus Fabricius, 1801
- Scarites occidentalis Bedel, 1895
- Scarites salinus Dejean, 1825
- Scarites saxicola Bonelli, 1813